# Giretsu Kuteitai
Giretsu (義烈空挺隊?, Giretsu Kūteitai) era un'unità di forze speciali aerotrasportate, formata da paracadutisti dell'Esercito Imperiale giapponese.

## Storia
Dopo che i bombardieri strategici Boeing B-29 Superfortress dell'USAAF basati alle Isole Marianne iniziarono a bombardare Tokyo, alla 1ª Brigata d'assalto del Teishin Shudan (i paracadutisti dell'esercito) venne ordinato di creare un'unità commando con la missione di attaccare e distruggere l'aeroporto di Aslito (Saipan). Il capitano Michiro Okuyama, comandante della compagnia genio della brigata ed addestrato alle tecniche di sabotaggio e demolizione, venne scelto per guidare il commando; egli stesso selezionò 126 uomini della sua compagnia per formare la prima unità paracadutista Giretsu. Essa, basata presso la scuola aeronautica dell'Esercito Imperiale a Saitama, venne inizialmente organizzata su una sezione comando, quattro plotoni ed una squadra indipendente. Il reparto comprendeva anche 8 ufficiali dell'intelligence e due radiotelegrafisti.

## Tattiche

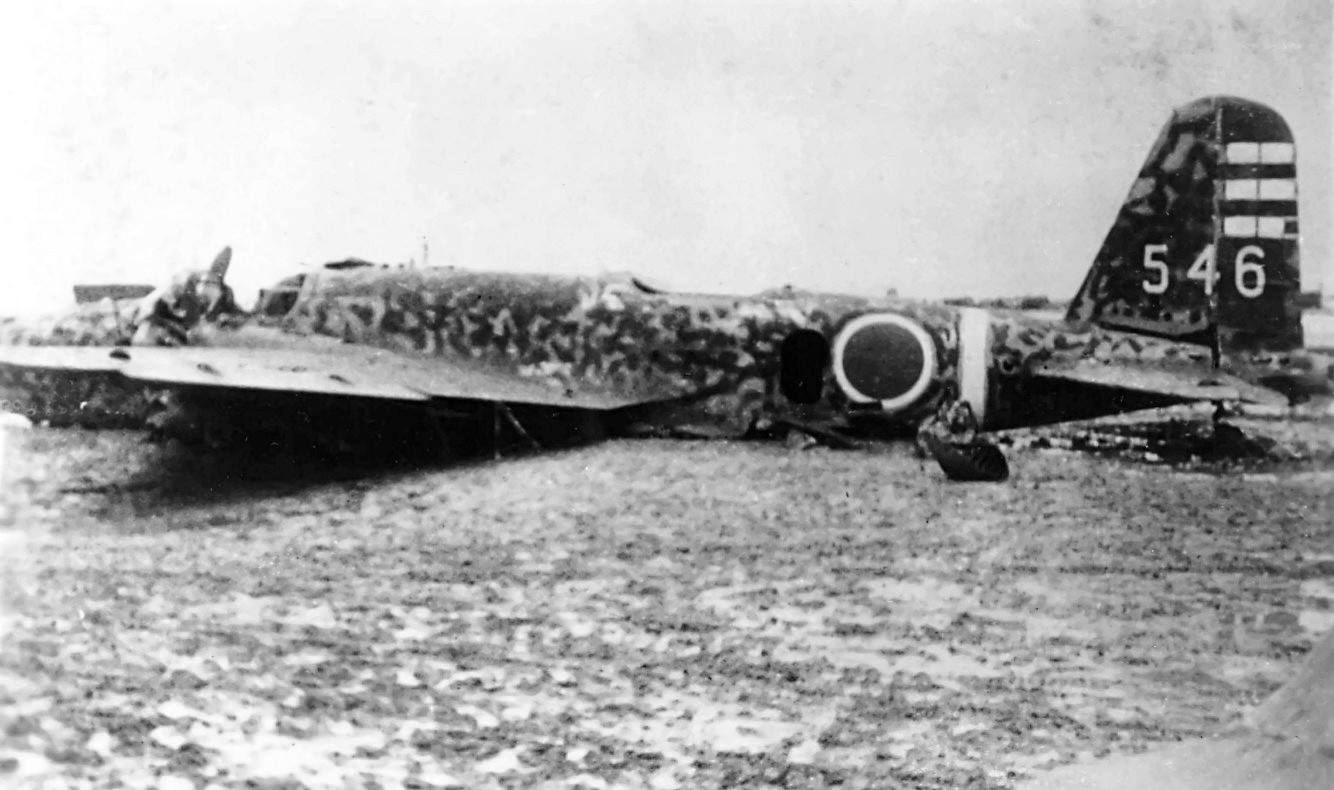
Ki-21 del Daisan Dokuritsu Hikotai sul campo di Yomitan, 25 maggio 1945.

Le operazioni del Giretsu dovevano essere intraprese nella notte, precedute da bombardamenti aerei. Dopo di questi, l'unità sarebbe stata infiltrata sul campo di aviazione da distruggere, schiantandovisi con i suoi aerei da trasporto. Non essendo prevista l'esfiltrazione del personale del commando e considerando l'atteggiamento giapponese nei confronti della resa, il Giretsu poteva essere considerata una forza kamikaze.

## Operazioni
L'attacco alle installazioni americane sulle isole Marianne era previsto per il 24 dicembre 1944, ma venne rimandato dopo che un bombardamento americano aveva danneggiato la base di rifornimento ad Iwo Jima. Questa operazione venne cancellata quando i marines sbarcarono ad Iwo Jima in marzo; venne pianificato quindi un attacco a questa isola, ma anche questa operazione venne cancellata a causa della caduta della guarnigione dell'isola.
Il 1º aprile gli americani occuparono Okinawa. I caccia dislocati sulle piste sulla costa occidentale dell'isola iniziarono ad intercettare ed abbattere gli aerei kamikaze destinati ad attaccare la flotta della US Navy. Il servizio aeronautico dell'Esercito Imperiale richiese quindi l'intervento del Giretsu per neutralizzare tali piste. Questa operazione, chiamata "Operazione Gi-gou", venne autorizzata il 18 maggio.

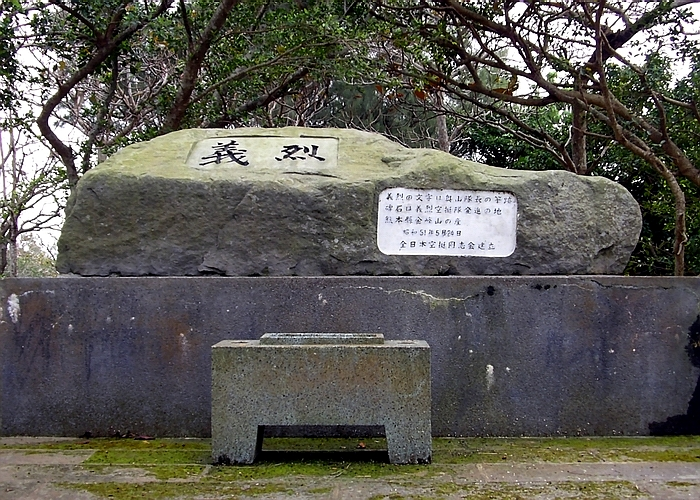
Monumento dedicato ai commando del Giretsu a Itoman.

La notte del 24 maggio 1945, 12 Ki-21 IIbs al comando del capitano Chuichi Suwabe, ognuno con 14 commando, decollarono alla volta di Okinawa; 8 aerei si diressero sul campo di Yomitan, 4 su Kadena. Quattro aerei abortirono la missione per noie ai motori, tre furono abbattuti; tuttavia cinque aerei tentarono di atterrare a Yomitan, approfittando dell'attacco diversivo di 50 tra caccia e bombardieri del servizio aereo dell'Esercito e della Marina Imperiale. Un solo Ki-21 IIbs riuscì ad atterrare; 10 incursori, armati di fucili mitragliatori ed esplosivi, distrussero 70 000 galloni di carburante e 9 velivoli, danneggiandone altri 29 ed uccidendo due avieri, prima di essere uccisi dai difensori. Solo un incursore sopravvisse, riunendosi alle truppe giapponesi il 12 giugno.
Un secondo attacco su larga scala, denominato "Operazione Ken-gou", venne fissato per le notti tra il 19 ed il 25 agosto, avente come obiettivo la distruzione dei B-29 stanziati nelle diverse basi delle Marianne. L'operazione avrebbe coinvolto 900 commando trasportati da 60 aerei. La resa del Giappone il 15 agosto portò alla cancellazione dell'operazione.

## Uniformi ed equipaggiamento
Il personale del Giretsu indossava speciali uniformi mimetiche fatte a mano ed impiegavano attrezzature speciali. La maggior parte degli incursori erano armati di mitra Type 100, fucili Type 99 con baionette Type 30, mitragliatrici leggere Type 99 e pistole Type 94; erano dotati inoltre di lanciagranate Type 89, granate Type 99 e mine anticarro Type 99.